# Подбережье (Псковская область)
Подбережье — деревня в Логозовской волости Псковского района Псковской области России.
Расположена на левом берегу реки Каменка, в 15 км к северо-западу от центра города Пскова и в 11 км к северо-западу от Неёлово.
| 2001 | 2002 | 2010 | 2012 |
| ---- | ---- | ---- | ---- |
| 33   | ↘26  | ↘25  | ↗32  |